# Karel Niehorster
Karel Niehorster (Hilversum, 8 januari 1932 – aldaar, 8 juli 2003) was een Nederlandse beeldhouwer, edelsmid en sieraadontwerper.

## Biografie
Niehorster werd opgeleid aan het Instituut voor Kunstnijverheid in Amsterdam. Hij werd docent aan de Gerrit Rietveld Academie en was leraar van onder anderen Marion Herbst, Ruudt Peters en Anneke Schat. Hij maakte eind jaren zestig sieraden gebaseerd op werken van buitenlandse beeldhouwers. In de jaren zeventig maakte hij meer experimentele, architectonische sieraden, waarbij hij onder andere gebruik maakte van perspex.
In 1974 richtte hij samen met edelsmeden Herbst, Françoise van den Bosch, Onno Boekhoudt en beeldhouwer Berend Peter de Bond van Oproerige Edelsmeden op. Hij was lid van het Gooisch Scheppend Ambacht en Arti et Industriae.